# 마쓰오카 요시유키
마쓰오카 요시유키(일본어: 松岡 義之, 1957년 3월 6일~)는 일본의 유도 선수, 지도자이다. 1984년 하계 올림픽에서 하프라이트급 금메달을 획득했다.